# Zygonyx asahinai
Zygonyx asahinai är en trollsländeart som beskrevs av Matsuki och Saito 1995. Zygonyx asahinai ingår i släktet Zygonyx och familjen segeltrollsländor. Inga underarter finns listade i Catalogue of Life.